# Johan Wickman
Johan Wickman (Wijckman, Wijkman) var en svensk trofémålare verksam under 1700-talet.
Han var gift med Catharina Berg. Enligt ett kontrakt från 1718 åtog han sig att brodera 555 postvapen till postiljonrockar till det svenska postverket. För Westmanlands regemente utförde han 1717 dess nya fana och 1730 fick han beställningar på flera militära fanor. Wickman är representerad vid Postmuseum i Stockholm.